# Никола Габровски (булевард)
„Никола Габровски“ е централен булевард в новата част на Велико Търново. Той води своето начало от Съдебната палата в града и се простира до Западната промишлена зона. На него се намират Професионална гимназия по строителство, архитектура и геодезия „Ангел Попов“, Сградата на националния статистически институт, Окръжна болница „Стефан Черкезов“, Автогара Запад и др. Именуван е в чест на политика от БСДП Никола Габровски.
През първите години на XX век, булевардът е наричан „Шемшевско шосе“.През 1930-те години, в близост на булеварда, е построена Католическа църква, където е днешния стадион „Ивайло“. На тази улица са се намирали и първата бактериална служба в града и ветеринарна аптека. По нея започва да се движи и първата градска автобусна линия. Шемшевското шосе е било много оживено събота и неделя, когато хора от съседните села – Шемшево и Чолековци са пътували до града, да търгуват със стоки. По улицата са били разположени десетки вили с лозя. На шосето се е намирала и чешмата „Качица“. В началото на XX век, шосето се трасира с павета. В края на 1950-те се полага и първия асфалт. След 1990 г. се пуска първата тролейбусна линия по булеварда.